# Tomohiro Nishikado

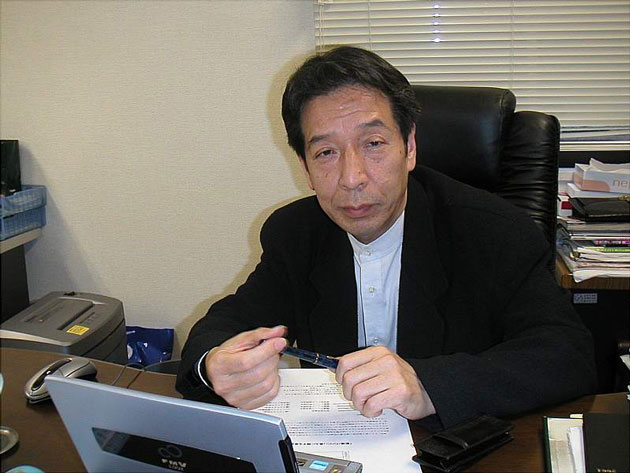
Tomohiro Nishikado

Tomohiro Nishikado (jap. 西角友宏 Nishikado Tomohiro; ur. 1944 w Kishiwada, w prefekturze Osaka) - japoński producent gier wideo. Zasłynął przede wszystkim jako twórca automatu do gry Space Invaders, wydanej w 1978 r. przez japońską firmę Taito Corporation.

## Życie
Nishikado ukończył studia inżynierskie na Tokyo Denki University w 1968. Dołączył do Taito Trading Company w 1969. Początkowo pracował nad grami mechanicznymi. W 1972 r. wyprodukował grę Soccer (podobną do gry Pong), pierwszą wyprodukowaną w Japonii grę komputerową, wydaną w 1973. Do czasu wydania Space Invaders w 1978 Nishikado stworzył ponad 10 innych gier wideo. Opuścił Taito w 1996, aby założyć własną firmę Dreams.